# شغب فتاة
شغب فتاة هي حركة بانك نسوية سرية بدأت خلال أوائل التسعينيات داخل الولايات المتحدة في أولمبيا، واشنطن  ومنطقة شمال غرب المحيط الهادئ الكبرى. كما توسعت لتشمل 26 دولة أخرى على الأقل.  شغب فتاة هي حركة ثقافية فرعية تجمع بين النسوية وموسيقى البانك والسياسة. غالبًا ما يرتبط بالنسوية من الموجة الثالثة، والتي يُنظر إليها أحيانًا على أنها خرجت من حركة شغب فتاة، وقد شوهدت مؤخرًا في موسيقى البانك النسوية الحالية من الموجة الرابعة. كما تم وصفه أيضًا بأنه نوع من موسيقى الروك المستقلة، حيث كان مشهد البانك بمثابة مصدر إلهام لحركة يمكن للنساء من خلالها التعبير عن أنفسهن بنفس الطريقة التي يقوم بها الرجال طوال الوقت. 
غالبًا ما تتناول فرق مكافحة الشغب قضايا مثل الاغتصاب، والعنف المنزلي، والجنس، والعنصرية، والنظام الأبوي، والطبقية، والفوضوية، وتمكين المرأة.

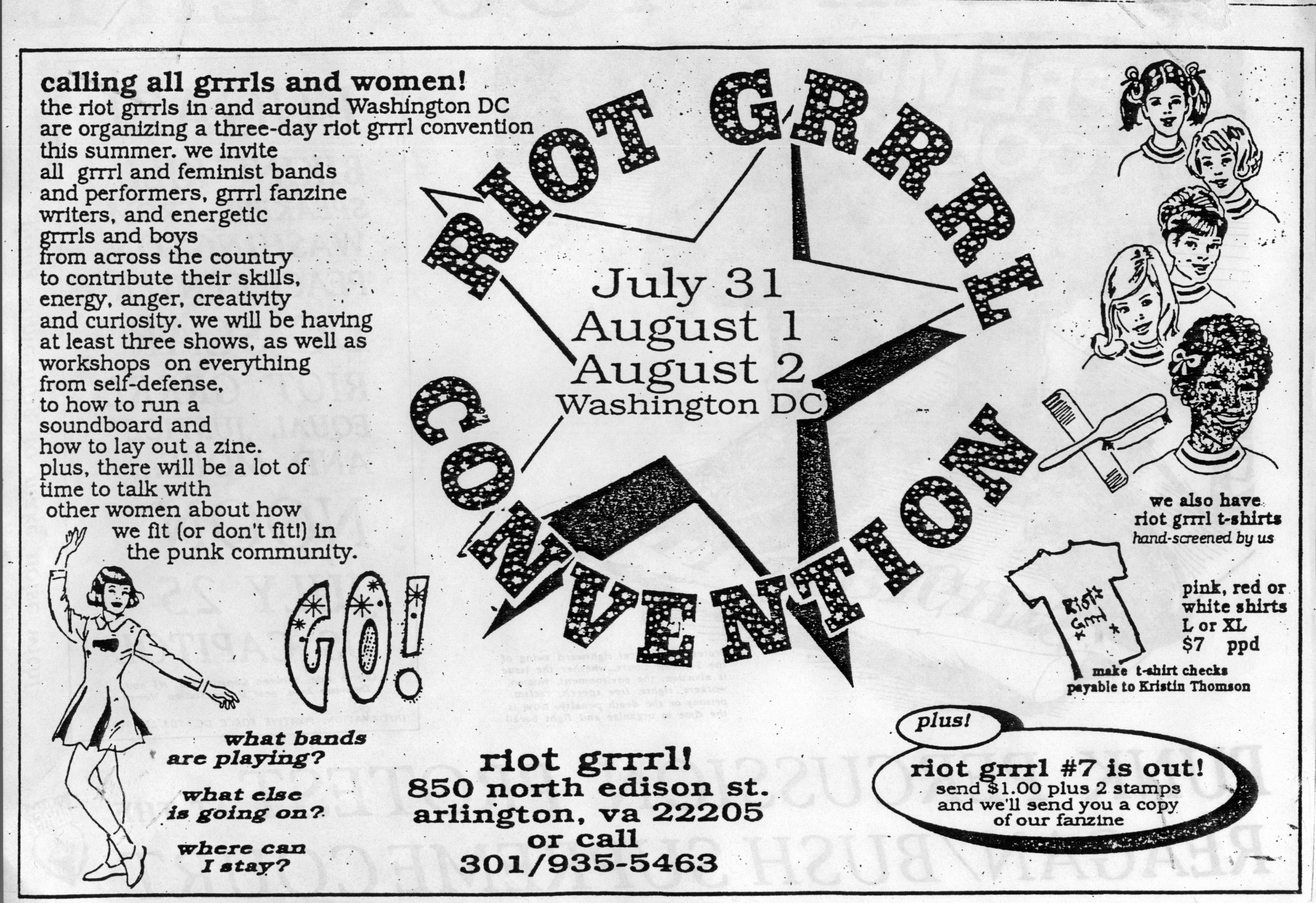
صورة من صفحة المشجعين لحركة شغب فتاة! أطلق عليها "اتفاقية مكافحة الشغب" في عام 1992

انتشرت الحركة بسرعة إلى ما وراء جذورها الموسيقية للتأثير النابض بالحياة والطبيعة المستندة إلى الإنترنت للنسوية من الموجة الرابعة، مع استكمال الاجتماعات المحلية والتنظيم الشعبي لإنهاء الأشكال المتقاطعة من التحيز والقمع، وخاصة العنف الجسدي والعاطفي ضد جميع الأجناس.  من المعروف أن منظمات مكافحة الشغب تعقد اجتماعات، وتبدأ الفصول الجديدة،  وتدعم وتنظم النساء في الموسيقى  بالإضافة إلى الفن الذي ابتكره المتحولين جنسياً، والمثليون والمثليات، والمجتمعات الأخرى.